# Степанов, Павел Гаврилович
 Павел Гаврилович Степанов 8-й  (29 ноября (11 декабря) 1863 — ?) — морской офицер, участник Русско-японской войны, Георгиевский кавалер, начальник Бакинского училища дальнего плавания, начальник Архангельского торгово-мореходного училища, член Архангельского общества изучения Русского Севера, капитан 1 ранга.

## Биография
Павел Гаврилович Степанов родился 29 ноября (11 декабря) 1863 года в семье потомственных почётных граждан Санкт-Петербурга.
10 сентября 1879 года был зачислен воспитанником Технического училища Морского ведомства в Кронштадте. 22 мая 1882 года окончил училище и произведён в кондукторы флотских штурманов.
В 1882—1883 годах находился в плаваниях на винтовом корвете «Богатырь» в Балтийском море. 30 сентября 1883 года произведён в прапорщики Корпуса флотских штурманов (КФШ). 14 октября 1883 года был зачислен в состав 5-го флотского экипажа Балтийского флота, на пароходе «Фонтанка» участвовал в гидрографических съёмках в Онежском озере и акватории Невской губы.
24 марта 1885 года произведён в подпоручики КФШ и назначен на броненосную батарею «Кремль», которая 29 мая 1885 года при переходе из Кронштадта в Ревель потерпела аварию и была отбуксирована в Кронштадт для ремонта. С 28 апреля 1886 года исполнял должность делопроизводителя экипажного суда.
С 1887 года находился в плаваниях на броненосной батарее «Первенец» и корвете «Скобелев» Балтийского флота.
7 апреля 1888 года назначен штурманским офицером крейсера «Азия» в плаваниях на Балтике, через год стал старшим штурманским офицером монитора «Латник».
1 апреля 1890 года произведён в поручики КФШ, проходил службу на шхуне «Славянка».
В 1890—1892 годах — слушатель штурманского отделения Николаевской Морской Академии.
1 апреля 1891 года переаттестован в мичманы флота.
С 19 февраля 1893 года исполнял обязанности ревизора на минном крейсере «Гайдамак» с переводом в 14-й флотский экипаж Балтийского флота. Находился в плаваниях на канонерской лодке береговой охраны «Снег» и посыльном судне «Летучий».
17 апреля 1894 года произведён в лейтенанты флота. В 1894 году участвовал в гидрографической экспедиции на парусной барже «Лейтенант Скуратов» по исследованию устьев рек Енисея, Оби и части Карского моря.
В 1895 году проходил службу на миноносце «Аспе».
С 28 июня 1895 по 24 мая 1898 года был слушателем Михайловской Артиллерийской Академии, после окончания которой служил младшим производителем работ в чертёжной Морского технического комитета.
20 августа 1898 года произведён в артиллерийские офицеры 2-го разряда. Находился в плаваниях на минном крейсере «Воевода» и броненосце береговой обороны «Адмирал Грейг».
С 15 июня 1899 года артиллерийский офицер 1-го разряда Степанов находился в плаваниях на миноносце «№ 118» и канонерской лодке «Гроза».
19 августа 1899 года назначен членом комиссии по производству морских артиллерийских опытов в Петербурге.
С 3 ноября 1900 по 19 августа 1902 года служил штатным преподавателем Морского Кадетского Корпуса. В 1901 году плавал на крейсерах «Светлана» и «Рында». В августе 1901 года участвовал на крейсере «Светлана» (совместно с крейсером «Варяг») в конвоировании царской яхты «Штандарт» для участия в торжествах, устроенных французскими союзниками в честь русских моряков.
29 апреля 1902 года произведён в штурманские офицеры 1-го разряда и назначен на крейсер «Генерал—адмирал».
В 1902—1903 годах назначен в заграничное плавание старшим штурманским офицером крейсера «Паллада».
21 мая 1903 года лейтенант Степанов П. Г был переведён артиллерийским офицером на канонерскую лодку «Кореец» Сибирской флотилии. Перед началом Русско-японской войны 1904—1905 годов лодка вместе с бронепалубным крейсером 1-го ранга «Варяг» находилась в корейском порту Чемульпо (ныне Инчхон) с целью защиты русских интересов.
26 января (8 февраля) 1904 года «Кореец» был отправлен в Порт-Артур со срочной депешей наместнику, однако японская эскадра контр-адмирала С. Уриу, блокировавшая Чемульпо, преградила ему путь. 27 января (9 февраля) 1904 года «Варяг» и «Кореец» вышли из Чемульпо и вступили в бой с японской эскадрой, который длился около часа. Чтобы не допустить захвата корабля японцами, после боя «Кореец» был взорван на рейде Чемульпо. Экипаж был принят на борт французского крейсера «Паскаль», вывезен в Сайгон и вскоре вернулся в Россию, с условием не принимать в дальнейшем участия в военных действиях.
Высочайшим приказом от 23 февраля 1904 года артиллерийский офицер мореходной канонерской лодки «Кореец» лейтенант П. Г. Степанов был пожалован орденом Святого Станислава 2-й степени с мечами, а 16 апреля 1904 года награждён орденом Святого Георгия 4-й степени.
22 апреля 1904 года назначен временно исполняющим обязанности командира эскадренного миноносца «Решительный». 24 мая 1904 года пожалован в кавалеры турецкого ордена «Османие» 3-й степени.
3 сентября 1904 года Приказом № 512 командира кронштадтского порта назначен командиром миноносца № 217. 28 октября 1904 года переведён на должность ВРИО командира эскадренного миноносца «Прыткий».
5 декабря 1904 года произведён в капитаны 2-го ранга.
14 марта 1905 года назначен старшим офицером крейсера «Вестник», а 8 августа 1905 года — старшим офицером крейсера «Диана», который был интернирован в Сайгоне до конца Русско-японской войны после боя в Жёлтом море 28 июля 1904 года. В 1905—1906 годах находился в заграничном плавании на крейсере 1-го ранга «Диана».
10 июля 1906 года был уволен со службы по домашним обстоятельствам с присвоением звания капитана 1 ранга, с мундиром и пенсией.
С августа 1906 по август 1909 года капитан 1-го ранга в отставке Степанов П. Г. был начальником Бакинского училища дальнего плавания (ныне Азербайджанская государственная морская академия), затем был назначен начальником Архангельского торгово-мореходного училища, которым руководил шесть лет. С 1915 по 1917 годы не работал, находился на пенсии, проживал в Архангельске. Дальнейшая судьба не известна.

## Награды
- Орден Святого Георгия 4-й степени
- Орден Святого Станислава 2-й степени с мечами
- Медаль «В память русско-японской войны»
- Медаль «За бой „Варяга“ и „Корейца“»

Иностранные:
- Орден «Османие» 3-й степени (Турция).

## Семья
- Жена — Степанова Надежда Адольфовна (урождённая Семёнова) — дочь тверского купца.
- Дочь— Евгения (12.10.1889 г. р.)
- Сын — Сергей (4.10.1891 г. р.)